# NATURAL (T-SQUAREのアルバム)
『NATURAL』（ナチュラル）は、T-SQUARE15枚目のアルバム。
1990年4月21日にリリース。

## 解説
スクェア15枚目のアルバム。全10曲入。
収録曲のうち1曲目「CONTROL」、３曲目「WIND SONG」、6曲目「SNOWBIRD」7曲目「LABYRINTH OF LOVE」以上の4曲はザ・リッピントンズのラス・フリーマンがプロデュース。
「CONTROL」以外の3曲はフリーマンが作曲にも関わっている。
後に安藤は「SNOWBIRD」を「湖の恐竜」というタイトルで、伊東は「HAPPY SONG」をそれぞれのソロアルバムでセルフカバーした。
本作を最後にサクソフォーンとEWI担当伊東たけしはスクェアを退団。
次作『NEW-S』から本田雅人が新メンバーとしてスクェアに入団。
初回限定盤は8cmCDとの2枚組デジパック仕様。

## 収録曲
1. CONTROL - 安藤まさひろ作曲
2. DAISY FIELD - 安藤まさひろ作曲
3. WIND SONG - 和泉宏隆、ラス・フリーマン作曲
4. WHITE MANE - 和泉宏隆作曲
5. HAPPY SONG - 伊東たけし作曲
6. SNOWBIRD - 安藤まさひろ、ラス・フリーマン作曲
7. LABYRINTH OF LOVE - 和泉宏隆、ラス・フリーマン作曲
8. UP TOWN - 伊東たけし作曲
9. RADIO STAR - 安藤まさひろ作曲
10. LAST RAINDROPS - 安藤まさひろ作曲

初回生産限定盤付属CDシングル
1. RADIO STAR - 安藤まさひろ作曲（スペシャル・ミックス・ヴァージョン）
2. GO FOR IT - 安藤まさひろ作曲（『YES, NO.』より）

## ～U.S.ヴァージョン～
アメリカ（US）では別のミックスで発売。日本でも生産限定盤の『ナチュラル～U.S.ヴァージョン～』として発売。（CSCL1487）

### 収録曲
1. LABYRINTH OF LOVE
2. WIND SONG
3. WHITE MANE
4. RADIO STAR
5. SNOWBIRD
6. LAST RAINDROPS

## チャート成績
- 日本ゴールドディスク大賞 第5回(1990年度) アルバム賞･フュージョン/インストゥルメンタル部門(邦楽) [1]